# 사쿠라가와시
사쿠라가와시(일본어: 桜川市)는 일본 이바라키현 서부에 있는 시이다. 2005년 10월 1일에 니시이바라키군 이와세정, 마카베군 마카베정, 야마토촌이 합병해 사쿠라가와시가 탄생하였다. 시명은 사쿠라가와강에서 유래한다.

## 지리
북부는 상업 지대이고 남부의 쓰쿠바산, 동부의 라쿠호지는 관광지로 유명하다. 기후는 비교적 온난하다. 시명은 시내에서 출발해 시내를 종단하여 가스미가우라호로 흘러드는 하천인 사쿠라가와강에서 유래하였다.

### 인접한 지자체
- 이바라키현
  - 가사마시, 이시오카시, 쓰쿠바시, 지쿠세이시
- 도치기현
  - 모카시, 하가군 마시코정, 모테기정

## 역사
- 2005년 10월 1일 - 니시이바라키군 이와세정, 마카베군 마카베정, 야마토촌이 합병해 사쿠라가와시가 탄생하였다.

## 교통

### 철도
- 동일본 여객철도 미토선

### 도로
- 기타칸토 자동차도
- 국도 제50호선

## 인구
| 연도 | 인구   | ±%    |
| ---- | ------ | ----- |
| 1950 | 57,418 | —     |
| 1960 | 52,993 | −7.7% |
| 1970 | 49,169 | −7.2% |
| 1980 | 51,171 | +4.1% |
| 1990 | 51,880 | +1.4% |
| 2000 | 50,334 | −3.0% |
| 2010 | 45,698 | −9.2% |